# Pieve di Sorico
La pieve di Sorico fu per secoli una ripartizione della provincia di Como e della diocesi di Como, anticamente basata sulla località di Olonio poi distrutta dalle piene dell'Adda.

## La pieve

### Pieve religiosa
In origine, la pieve aveva giurisdizione anche su alcune chiese della Bassa Valtellina ed era retta dall'arciprete della chiesa plebana di Santo Stefano a Olonio. La più antica menzione storica della pieve di Olonio, che nel 1295 ospitava un collegio di undici sacerdoti, si ritrova in un documento datato 1062.
Il trasferimento della sede plebana da Olonio a Sorico avvenne nel 1444 e fu ratificato da una bolla pontificia di Callisto III del 1455 divenuta effettiva l'anno successivo.

### Pieve civile
Sotto il profilo civile, la suddivisione amministrativa della pieve fu razionalizzata dall'imperatrice Maria Teresa che riconobbe i seguenti 7 comuni:
- Bugiallo
- Colico
- Gera
- Montemezzo
- Olgiasca e Piona
- Sorico
- Trezzone.